# خندق مم جان
خندق مم جان مربوط به میانی دوران‌های تاریخی پس از اسلام است و در شهرستان کوهدشت، بخش رومشگان، دهستان رومشگان شرقی، ۱ کیلومتری شمال غرب روستای آقا جان واقع شده و این اثر در تاریخ ۶ اسفند ۱۳۸۵ با شمارهٔ ثبت ۱۷۶۰۵ به‌عنوان یکی از آثار ملی ایران به ثبت رسیده است.